# Emre Balak
Emre Balak (* 11. August 1988 in Merzifon) ist ein türkischer Fußballspieler, der aktuell für Kocaeli Birlikspor spielt.

## Spielerkarriere

### Verein
Balak begann mit dem Vereinsfußball in der Jugend seines Heimatvereins Merzifonspor in der nordtürkischen Stadt Merzifon und wechselte 2005 in die Jugend des Traditionsvereins Samsunspor. Hier erhielt er im Sommer 2005 einen Profivertrag, wurde aber weiterhin fast zwei Jahre lang nur in der Jugend- bzw. Reservemannschaft eingesetzt. Gegen Saisonende 2006/07 wurde er in den Profikader aufgenommen. Sein Profidebüt gab er dabei am 8. April 2007 bei einer Relegationsbegegnung der TFF 1. Lig gegen Mardinspor. Fortan spielte er fast ausschließlich für die Profis und kam bis zum Sommer 2007/08 auf 28 Einsätze für die Profis.
Zur Saison 2008/09 wechselte er zum Erstligisten Gençlerbirliği Ankara. Hier kam er in seiner ersten Spielzeit als Ergänzungsspieler zu sporadischen Einsätzen. Die zweite Spielzeit wurde er an die Zweitmannschaft Gençlerbirliğis, an den Zweitligisten Hacettepe SK ausgeliehen und spielte bei diesem Verein durchgängig. Am Saisonende kehrte er zu Gençlerbirliği zurück und erlebte erneut eine durchwachsene Saison als Ersatzspieler.
Nachdem sein Vertrag mit Gençlerbirliği ausgelaufen war, verließ er diesen Verein und heuerte beim Zweitligisten Tavşanlı Linyitspor an. Hier spielte er lediglich die Hinrunde und wechselte zur Rückrunde zum Drittligisten Kızılcahamamspor.
Im Sommer 2012 wurde sein Wechsel zum Zweitligisten Bucaspor bekanntgegeben.
Zur Saison 2014/15 wechselte er zum Drittligisten Kocaeli Birlikspor.

### Nationalmannschaft
Balak durchlief ab der türkischen U-17 sämtliche türkischen Jugendnationalmannschaften. 2005 nahm der mit der türkischen U-17 an der U-17-Fußball-Europameisterschaft 2005 teil und wurde zum Ende Turniersieger. Im gleichen Jahr nahm man an der U-17-Fußball-Weltmeisterschaft 2005 und belegte mit seiner Mannschaft den vierten Platz. Zum Kader gehörten Spieler wie Nuri Şahin, Tevfik Köse und Deniz Yılmaz.

## Erfolge
- Türkische U-17-Nationalmannschaft:
  - Teilnahme an der U-17-Fußball-Weltmeisterschaft: 2009

- Türkische U-19-Nationalmannschaft:
  - Teilnahme an der U-19-Fußball-Europameisterschaft: 2011